# Arenopontia nesaie
Arenopontia nesaie är en kräftdjursart som beskrevs av Cottarelli 1975. Arenopontia nesaie ingår i släktet Arenopontia och familjen Leptopontiidae. Inga underarter finns listade i Catalogue of Life.